# Hodslavická madona

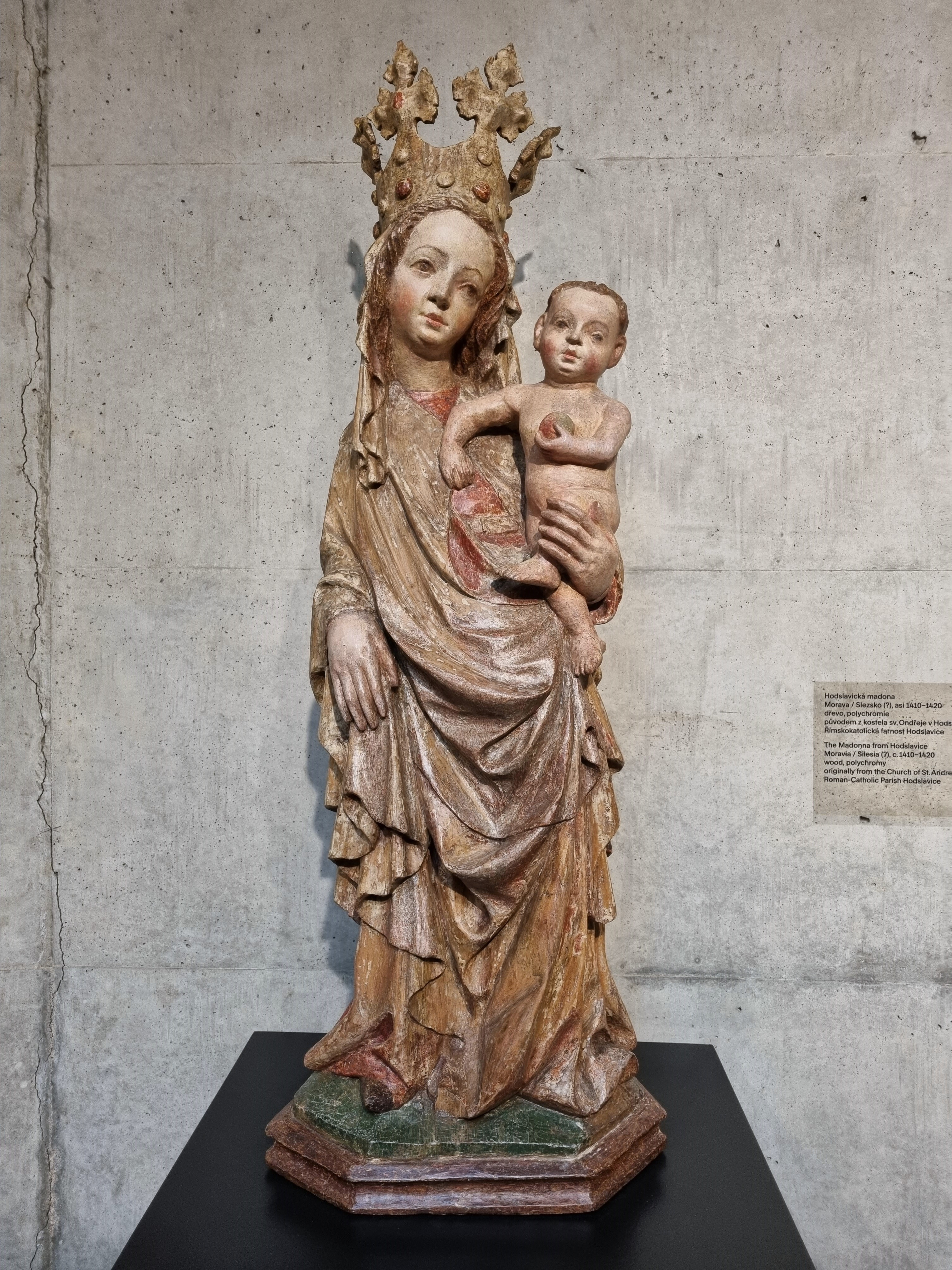
Socha Hodslavické madony

Hodslavická madona je dřevěná socha Panny Marie s malým Ježíškem, kterou vytvořil neznámý umělec z lipového dřeva pravděpodobně mezi roky 1400 a 1420. Nacházela se na hlavním oltáři kostela svatého Ondřeje v Hodslavicích na severu Moravy v okrese Nový Jičín. Vzhledem ke své vzácnosti však byl originál skulptury ukryt a v kostele je instalována pouze její kopie.